# Capheris apophysalis
Capheris apophysalis là một loài nhện trong họ Zodariidae.
Loài này thuộc chi Capheris. Capheris apophysalis được George Newbold Lawrence miêu tả năm 1928.